# Kirche von Hörsne

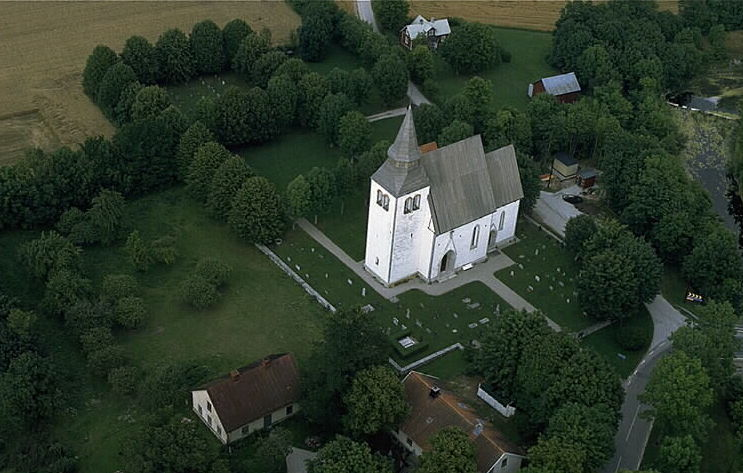
Kirche von Hörsne

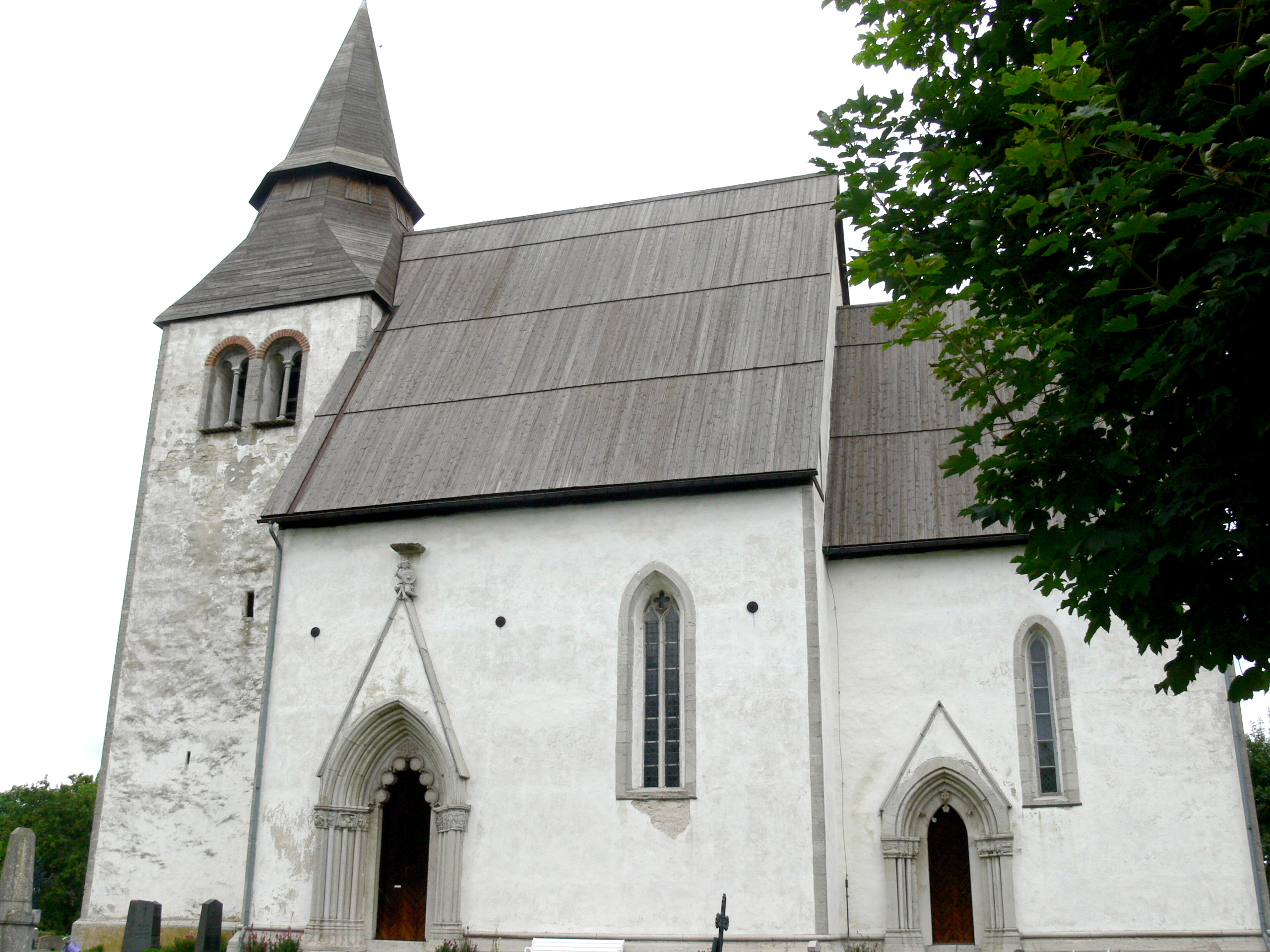
Kirche von Hörsne

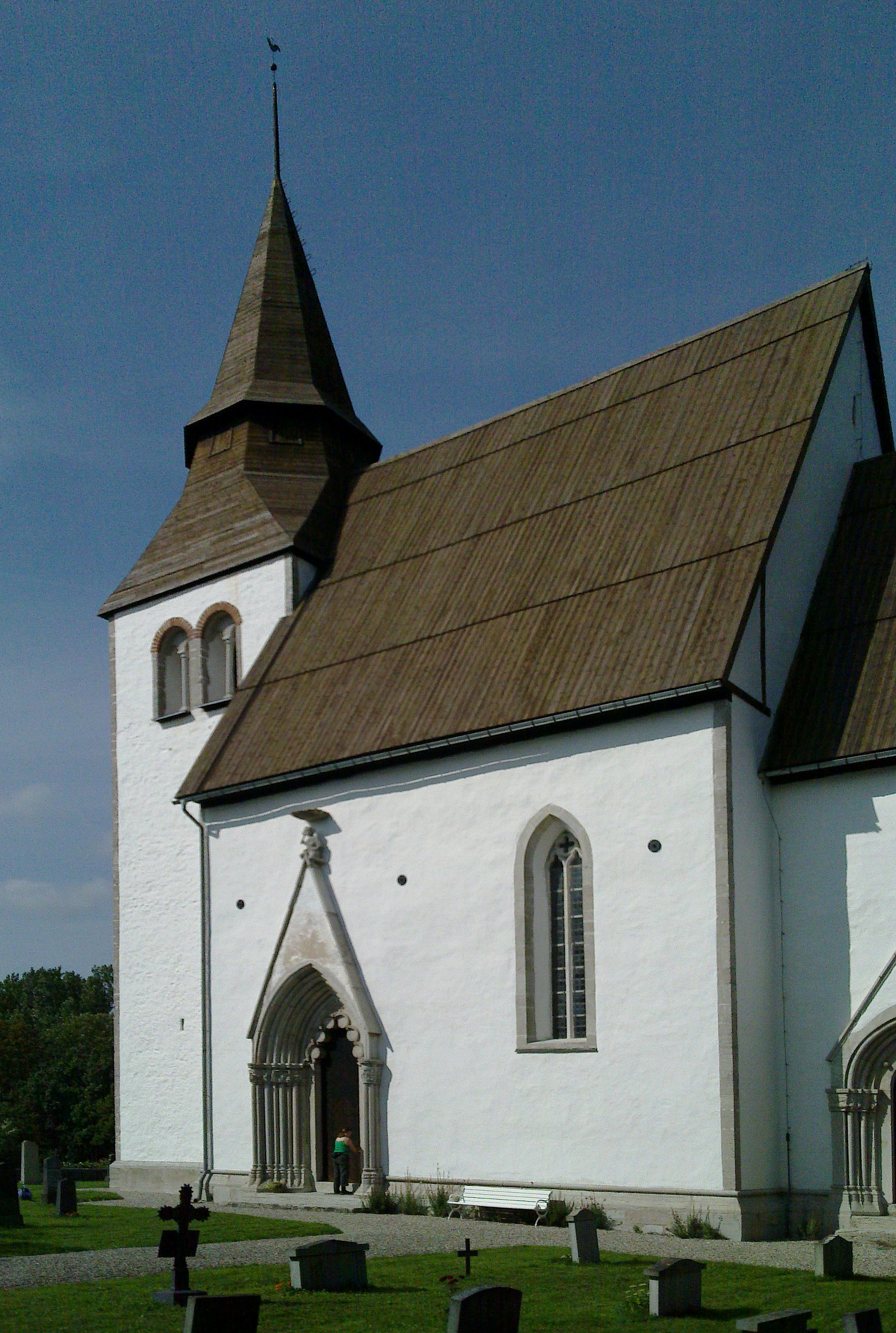
Langhaus

Die Kirche von Hörsne ist eine gotische Landkirche auf der schwedischen Insel Gotland. Sie gehört zur Kirchengemeinde (schwedisch församling) Dalhem im Bistum Visby.  Die Kirche liegt im Kirchspiel Hörsne med Bara.

## Lage
Die Kirche liegt im Innern der Insel auf der Nordseite des größten Flusses auf Gotland, der Gothemsån. Sie befindet sich 20 km östlich von Visby, 10 km nordöstlich von Roma und 21 km südwestlich von Slite.

## Kirchengebäude
Die mittelalterliche Steinkirche besteht aus einem rechteckigen Langhaus, einem Kirchturm im Westen, einem schmaleren, gerade abschließenden Chor im Osten und einer Sakristei auf der Nordseite des Chors. Der in der ersten Hälfte des 13. Jahrhunderts errichtete Turm, stammt von einer früheren romanischen Kirche mit Apsischor, die am selben Ort stand. Gegen Ende des 13. Jahrhunderts wurden der heutige Chor und die Sakristei errichtet. Das Langhaus kam in der ersten Hälfte des 14. Jahrhunderts dazu. Der Turm ist mit rundbogigen Schallöffnungen versehen, während das Langhaus spitzbogige Fenster hat. Das Südportal des Langhauses mit erzählenden Reliefen gehört zu den interessantesten auf Gotland. Es wird angenommen, dass es aus der Werkstatt des Steinmetzmeister Egypticus aus dem 14. Jahrhundert stammt. Eine schlanke Zentralsäule trägt die vier Gewölbe des Langhauses. Spitzbogige Maueröffnungen verbinden das Langhaus mit dem Turmraum und dem Chor. Bei der Restaurierung unter der Leitung des Architekten Arne Philips von 1979 bis 1980 wurden die mittelalterlichen Kalkmalereien im Langhaus und im Chor freigelegt. Die Wandmalereien des Langhauses schreibt man einem Egypticusmaler aus dem 14. Jahrhundert zu und die Malereien im Chor dem Passionsmeister. Im Südfenster des Chors und im Langhausfenster befinden sich Reste mittelalterlicher Glasmalerei, wahrscheinlich aus dem 14. Jahrhundert. Das Ostfenster hat moderne Glasmalereien von 1906. Die Kirche wurde 1937 nach Plänen des Architekten Erik Fant restauriert.

## Ausstattung
- Die Kanzel wurde 1688 von Jochim Sterling angefertigt.
- Ein Triumphkreuz aus den 1440er Jahren hängt an der Nordwand des Langhauses.  Das Kreuz selbst kam später hinzu.
- Der Altar hat Holzskulpturen aus dem 14. Jahrhundert. Die Umrahmung kam 1701 dazu.
- Der Taufstein aus Eiche ist von 1730.
- Die Kirchenbänke stammen aus dem 17. und 18. Jahrhundert.
- Die heutige Orgel wurde 1981 von Johannes Menzel Orgelbyggeri aus Härnösand angefertigt.

## Umgebung

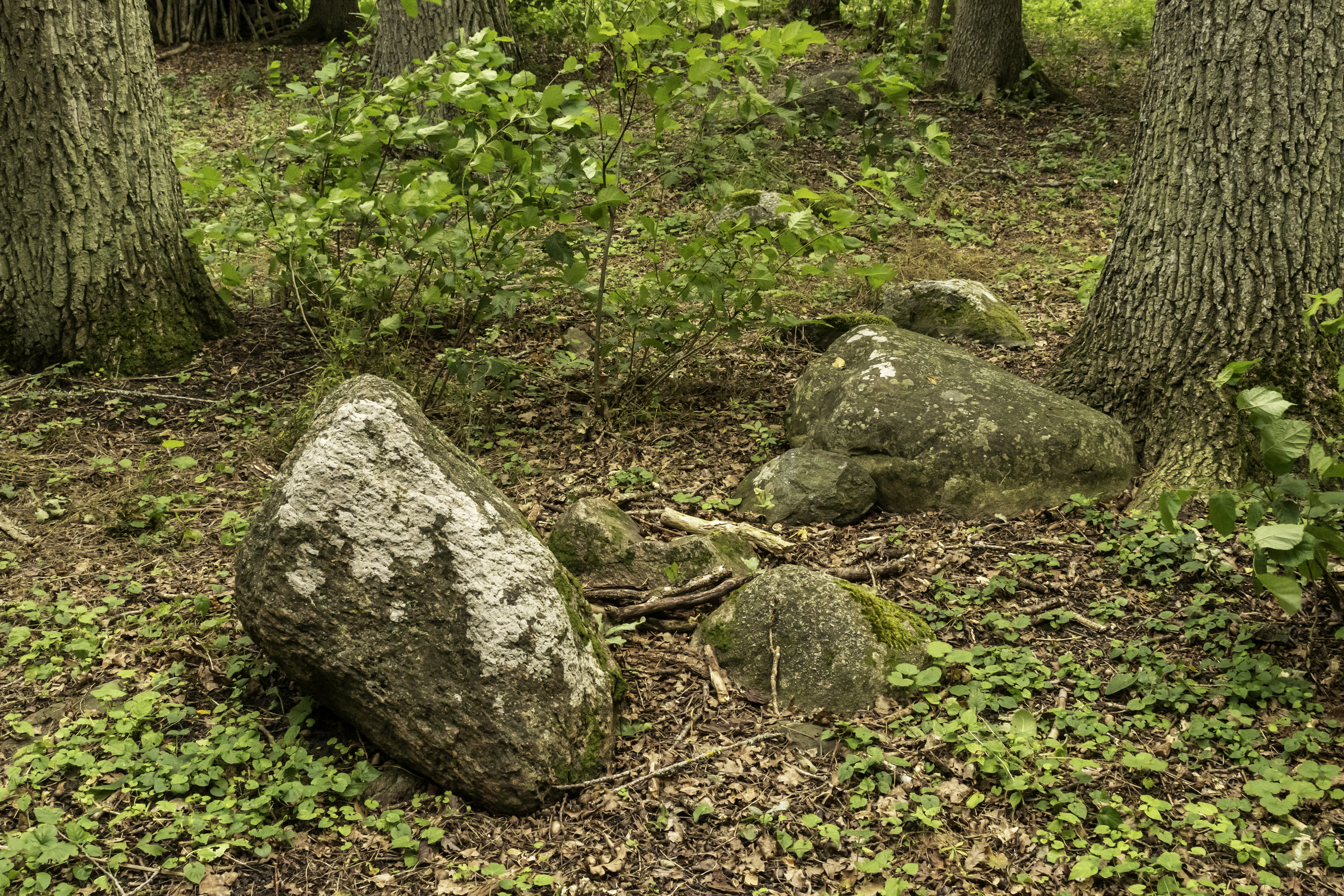
Hörsne hägnad ist eine Einhegung in der Nähe

- Der Kirchhof in Hörsne ist mehrere Male erweitert worden. Seine ursprüngliche Ausdehnung ist im Osten und Westen noch erhalten.
- Nördlich der Kirche befindet sich ein zweigeschossiges Steingebäude. Dies ist ein Kirchspielmagazin, das wahrscheinlich vom Anfang des 19. Jahrhunderts stammt.
- Bei Ausgrabungen im Jahre 1924 traf man auf Fundamente, die vermutlich zu einem Mittelalterlichen Wehrturm (schwedisch kastal) gehören.